# Джеват Кара

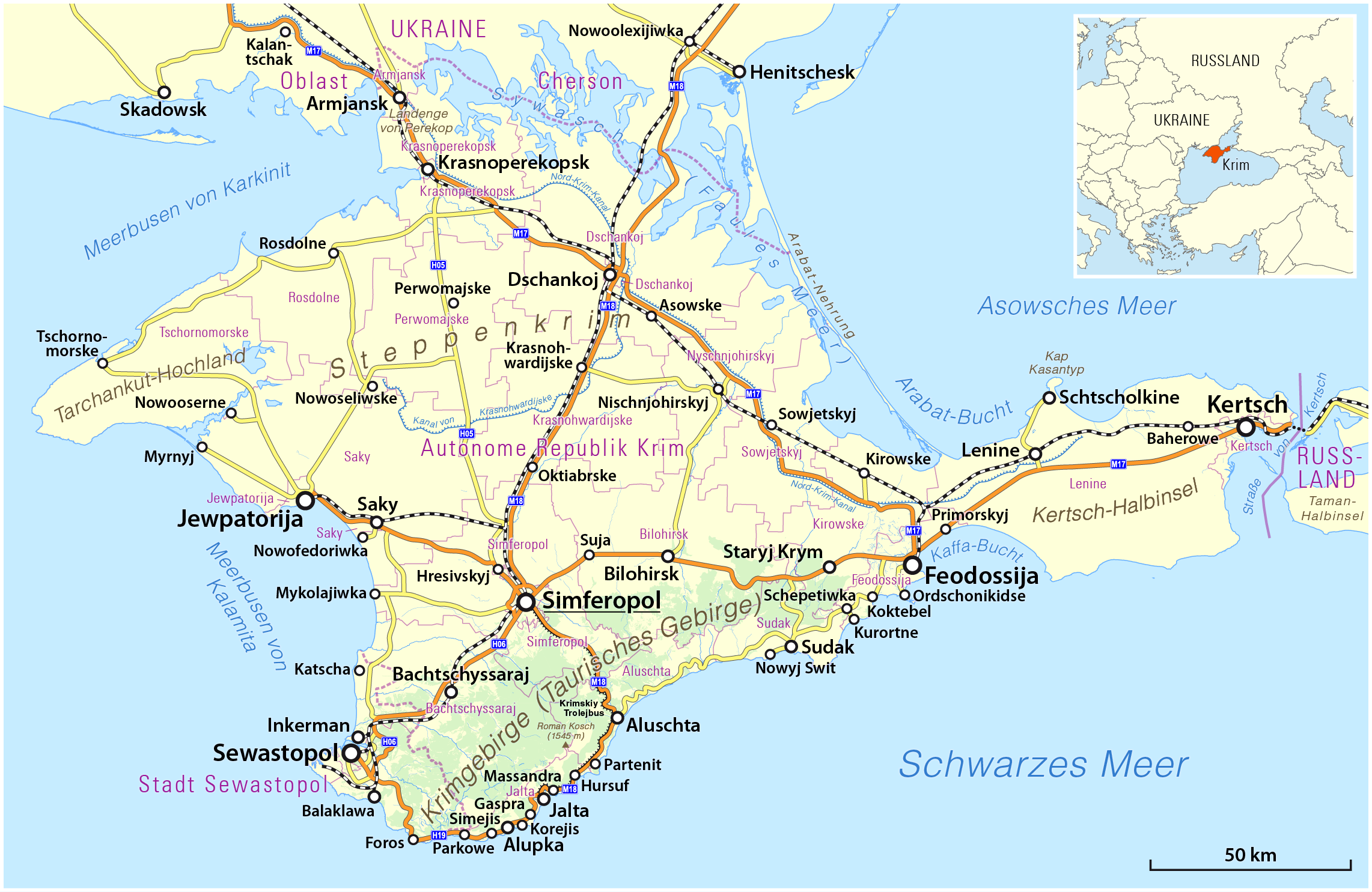
Карта Криму

Джеват Кара — старий, високоврожайний автохтонний червоний виноград із південного Судацького району Кримського півострова, пізньостиглий, використовується для виробництва десертних вин та кріплені вина. За морфологічними характеристиками й біологічними властивостями Джеват Кара належить до еколого-географічної групи східних ліан. Виноградний сорт росте в долинах на гравійних і вапнякових сланцевих грунтах і на схилах виноградників на суглинисто-щебнистих грунтах.

## Ампелографічна сортова характеристика

### Культивування
Джеват Кара не має односортних посадок і зустрічається як запилювач у змішаній посадці для сортів Кефесія та Екім Кара, оскільки, на відміну від них, має двостатевий тип квітки. Сорт добре переносить підвищений вміст у ґрунті водорозчинних солей і стійкий до посухи. На початку 19 століття Джеват Кара прибув із Криму, з району села Кози сьогодні Сонячна Долина (село) (Koos,Кози,Qoz,Къoz), також поширилася на Дон, де через високу врожайність лоза отримала місцеву назву Буланий (VIVC 1806). Виноградна лоза поширена в Криму. Виноградна лоза морозостійка до -18 градусів Цельсія, обрізка в зимові місяці коротка.

### Особливості сорту
Листя переважно великі та середні, округлі, 3- та 5-лопатеві, помірно розсічені. Волосся на нижній стороні листя досить густе і схоже на павутинку. Порожнина черешка закрита пластинками, що сильно перекривають один одного, і вузьким еліптичним просвітом (отвором), рідко майже без просвіту, із загостреним дном. Квітка двостатева. Гроно середнього розміру, конусоподібне, гіллясте, рідше циліндричне, середньої товщини, іноді щільне, масою 200-400 грам. Ягода середнього розміру, округла, темно-синя, з густим восковим нальотом. Шкіра товста, груба, пухнаста, неміцна і містить багато фарбувальних речовин. Маса ягоди 2-3 грами, м'якоть соковита, має простий, злегка солодкуватий смак. Сік безбарвний, цукристість 19-20 г/100 см³, кислотність 3,5-4,8 %/дм³.

### Фаза росту
Лози характеризуються інтенсивним розвитком, однорічні пагони досягають довжини понад 2 метрів. Термін дозрівання вина 140-160 днів. Урожайність висока і стабільна, в середньому 3,3-4 кілограми з лози. При повній стиглості ягід цукристість досягає 19-22 % при титрувальній кислотності 5,5-6,3 %. Джеват Кара сприйнятливий до борошнистої роси (оїдіум) і стійкий до виноградної молі. Виноградна лоза має середню стійкість до грибкових захворювань.

### Виноробство

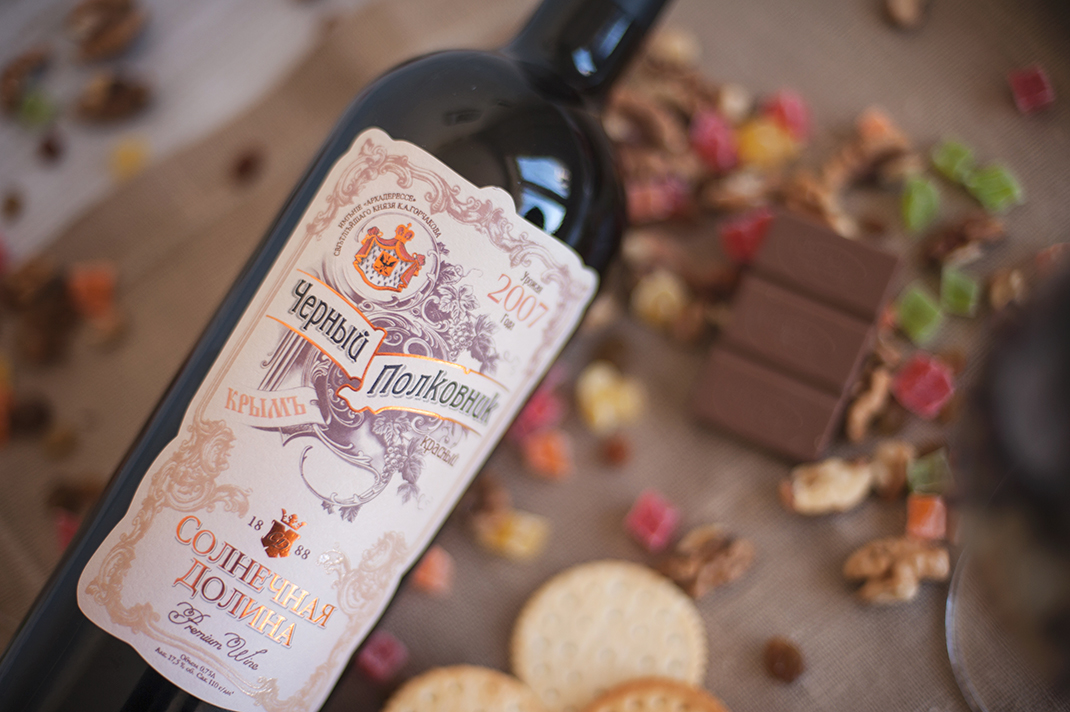
Черный полковник (UKR)

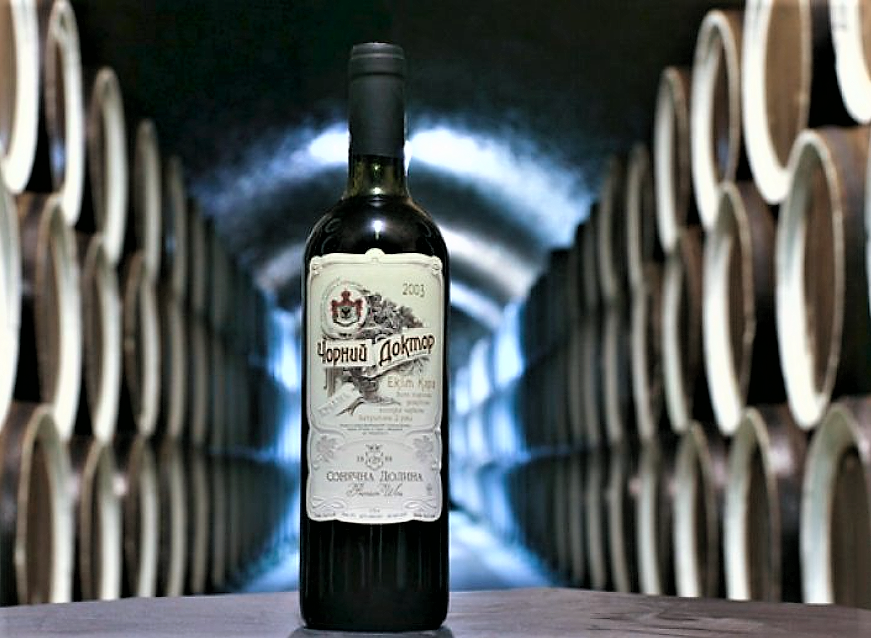
Чорний доктор старовинний 2003 (UKR)

Джеват Кара в основному використовується в купажі (кюве) з сортами Екім Кара і Кефесія у кріплених винах, наприклад, у фірмових винах, таких як «Чорний Доктор» і «Чорний Полковник» із Сонячної Долини (і однойменному вині) або в продуктах з державного винного заводу «Массандра».
- Дзвінкі нотки шоколаду, прянощів і аромату сливи

## Синоніми
Dzhevat Kara, Cevat Kara, Djevat Kara, Dshevat Kara, Colonel Kara, Black Colonel, Чорний полковник, Polkovnik Kara, Jewat Kara, Jewath Kara 

## Див. Також
- Тема дня - "Черный доктор" Подарцев Александр Сергеевич специалист по маркетингу ОАО "Солнечная Долина"
- Виноробство в Криму
- Виноробство в Україні
- Виноградарство в Україні
- Інститут виноградарства і виноробства «Магарач»
- Виноробство